# Carlux
Carlux is een dorp in het Franse departement Dordogne, gelegen op een heuvel aan de rivier de Dordogne, aan de weg van Souillac naar Sarlat-la-Canéda. Het dorp heeft 640 inwoners (2005). 
Carlux wordt gedomineerd door het kasteel Château de Carlux, waarvan tegenwoordig alleen nog de donjon, het poortgebouw en enkele verdedigingswerken over zijn. Verder zijn in het dorp de overblijfselen te vinden van een oud klooster en een Romaanse kerk, waarin een uit hout gesneden beschilderde piëta te bewonderen is. In het dorp kan men agrarische producten uit de hele regio Périgord kopen, zoals wijn uit Cahors, walnoten, geitenkaas, ganzenleverpaté en confit de canard.

## Demografie
Onderstaande figuur toont het verloop van het inwonertal (bron: INSEE-tellingen).